# Begonia crateris
Begonia crateris là một loài thực vật có hoa trong họ Thu hải đường. Loài này được Exell mô tả khoa học đầu tiên năm 1944.